# Machine Gun Corps

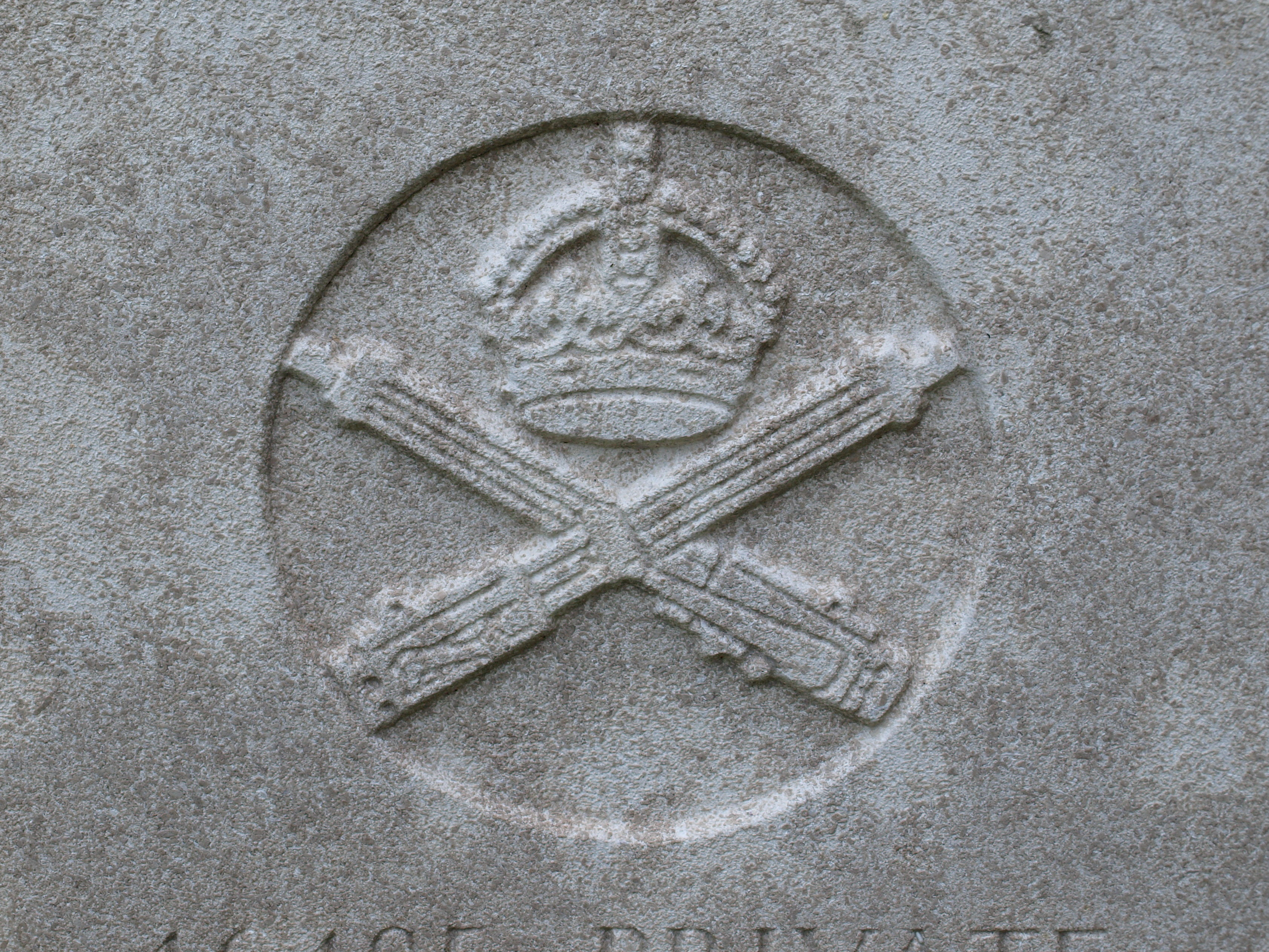
Emblem des Machine Gun Corps auf einem Grabstein auf dem Cimetière militaire de Chestres bei Vouziers, Ardennen

Das Machine Gun Corps (MGC) war ein Corps (administratives Regiment einer Waffengattung) der British Army, das von 1915 bis 1922 existierte. Es wurde in verspäteter Anerkennung der wichtigen Rolle des Maschinengewehrs im Grabenkrieg des Ersten Weltkriegs und des Bedarfs entsprechend trainierter Einheiten aufgestellt und umfasste mehrere spezialisierte Zweige. Aus einem der letzteren, dem  Heavy Branch MGC, ging 1917 das Tank Corps hervor, das heute als Royal Tank Regiment fortbesteht.

## Geschichte
Zu Beginn des Ersten Weltkriegs wurde in der Führungsebene der British Army die Rolle und das Potential des Maschinengewehrs unterschätzt. Als die British Expeditionary Force im August 1914 ins Feld zog, verfügten ihre Infanteriebataillone und Kavallerieregimenter jeweils nur über eine Maschinengewehr-Sektion mit je zwei Maschinengewehren. Der Royal Naval Air Service stellte eine eigene Armoured Car Section auf, deren mit Maschinengewehren bewaffnete Panzerwagen vom Typ Rolls-Royce im anfänglichen Bewegungskrieg eine wichtige Aufgabe bei der Aufklärung und dem Schutz der eigenen Verbindungslinien übernahmen. Das Heer stellte aufgrund dieser Erfahrungen im November 1914 eine eigene motorisierte Einheit auf, den Motor Machine Gun Service, der mit Beiwagenmotorrädern ausgerüstet war. Im Dezember 1914 wurde zudem in Wisques bei Saint-Omer eine kleine Maschinengewehr-Schule eröffnet, nachdem die entsprechende Einrichtung in England geschlossen worden war. Ihre ersten Schüler stammten aus dem 28th (County of London) Battalion, The London Regiment (The Artists’ Rifles), die später eine Ausbildungsrolle an dieser sowie später gegründeten Schulen übernahmen.

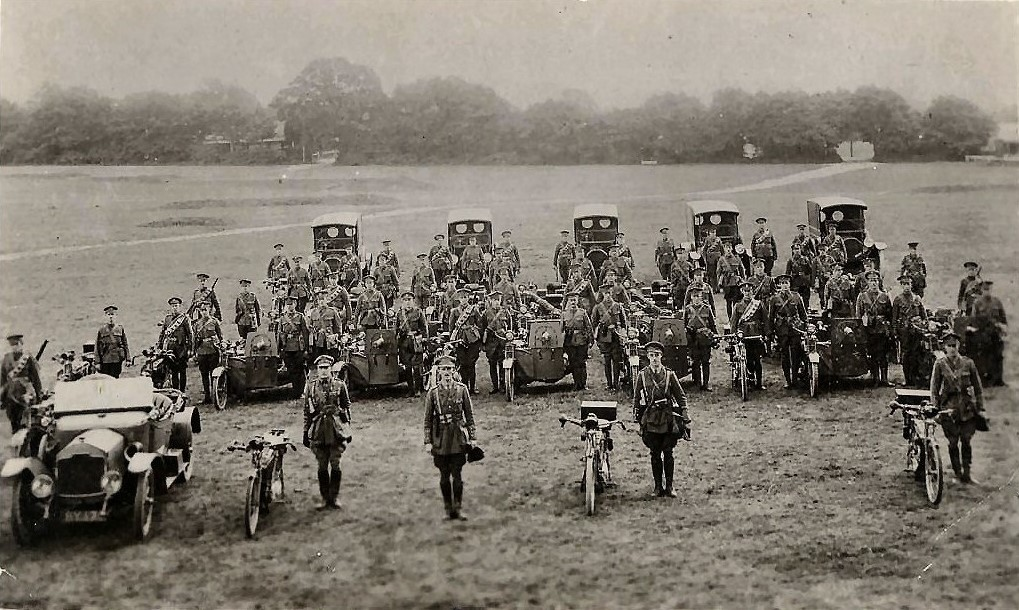
Eine Krad-MG-Batterie in Belton Park, um 1915

Nach einem Jahr weitgehend statischen Krieges an der Westfront wurde in der Armeeführung auf den nun besser verstandenen Bedarf an ausgebildeten Bedienmannschaften reagiert und die Gründung des Machine Gun Corps durch den Armeebefehl 414 vom 26. Oktober 1915 angeordnet. Er bestand anfangs aus drei Zweigen (Branches):
- Infantry of the Line
- Cavalry of the Line
- Motor Machine Gun Service/Motor Branch

Die Garde-Einheiten verfügten mit dem Guards Machine Gun Regiment über ein eigenes Pendant. Ein vierter Zweig, die Heavy Section, später Heavy Branch, kam im März 1916 hinzu. Ausgerüstet mit den ersten funktionsfähigen Panzern (Mark I), kam er erstmals im September 1916 während der Schlacht an der Somme bei Flers und Courcelette zum Einsatz. Im Juli 1917 wurde aus ihm das separate Tank Corps aufgestellt.

Bedienmannschaft eines Vickers-MG während der Schlacht bei Arras, April 1917

Für das neuformierte Machine Gun Corps wurde im Park des Landhauses Belton House in Lincolnshire ein Ausbildungszentrum und Depot eingerichtet. Dieses bildete ganze Kompanien aus, die den einzelnen Brigaden der neuen Infanteriedivisionen zugeteilt wurden. In Camiers, Pas-de-Calais, wurde im März 1916 das Machine Gun Corps Reinforcement Base Depot gegründet, in dessen Nähe bald auch die Schule aus Wisques verlegt wurde. Sie wurde im Mai 1917 in G.H.Q. Small Arms School umbenannt. Ab 1917 wurde auch jeder Division eine eigene Maschinengewehrkompanie unterstellt, die somit nun über insgesamt vier solcher Kompanien verfügte. Sie waren ausgerüstet mit dem schweren Vickers-Maschinengewehr und dem leichten Lewis-Maschinengewehr.
Einheiten des Machine Gun Corps wurden auf allen Kriegsschauplätzen eingesetzt, auf denen britische Truppen im Einsatz waren. Insgesamt dienten während des Krieges über 170.000 Offiziere und Mannschaften in MGC-Einheiten, wovon rund 12.500 den Krieg nicht überlebten. An sieben Angehörige des Machine Gun Corps wurden Victoria-Kreuze verliehen, davon zwei posthum.
Nach dem Kriegsende wurde das MGC auch in einigen Nachfolgekonflikten eingesetzt, darunter dem Russischen Bürgerkrieg und dem Dritten Anglo-Afghanischen Krieg. Einheiten des MGC nahmen auch an der Alliierten Rheinlandbesetzung teil. 1922 wurde das Machine Gun Corps aus Kostengründen aufgelöst.

## Gedenken

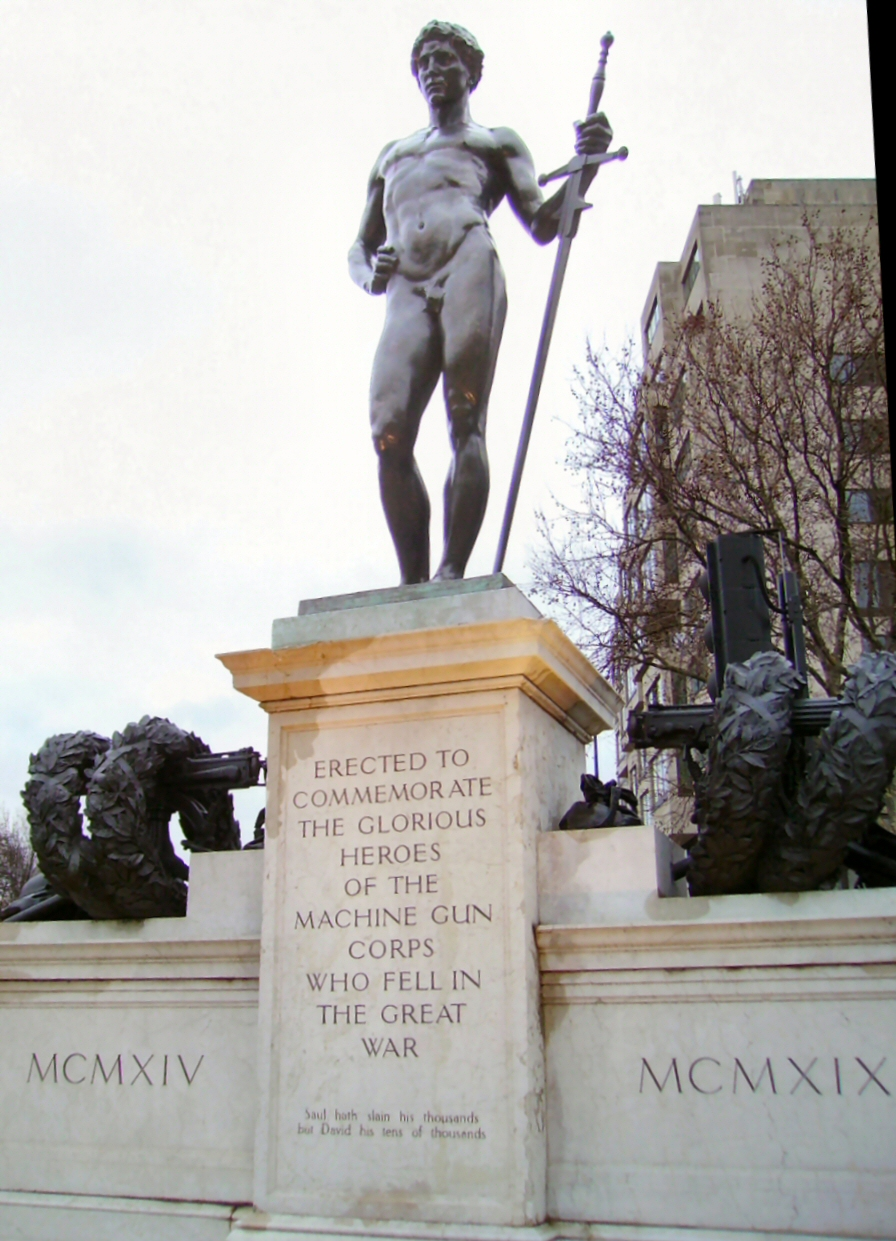
Machine Gun Corps Memorial mit der Inschrift: „Saul hat tausend geschlagen, aber David zehntausend“ (1. Buch Samuel 18: 7).

An der Londoner Hyde Park Corner befindet sich das Machine Gun Corps Memorial, das an die Opfer des Machine Gun Corps erinnert. Hier findet alljährlich in der zweiten Maiwoche eine Gedenkveranstaltung statt.